# Maman
Maman és una escultura de bronze, marbre i acer inoxidable, esculpida per Louise Bourgeois, l'any 1999. L'escultura, que representa una aranya, és una de les aranyes més grans del món. Les seves mesures són 30 peus d'alt i 33 peus d'ample. Forma part de la col·lecció permanent del museu Guggenheim de Bilbao. Es troba instal·lada a la part superior de l'edifici, a sota del Pont de La Salve. Els vianants poden caminar sota el seu gegantí cos d'aracnid. L'autora és reconeguda internacionalment per la seva capacitat per reflexionar plàsticament sobre temes profunds i dolorosos de la natura humana. Va anomenar “Maman” a l'escultura en homenatge a la seva mare. En la seva etapa de creació d'aquesta obra, l'artista es va entrecreuar amb moviments avantguardistes del segle xx, com el Surrealisme, l'Expressionisme abstracte i el Postminimalisme. Aquesta obra pertany a una sèrie de la mateixa autora, inspirada en l'aranya. Motiu que va aparèixer per primera vegada en diversos dibuixos realitzats per l'artista en la dècada de 1940 i va ocupar un lloc central a la seva obra durant la dècada de 1990.